# Mario Grasso
Mario Grasso (Pozo del Molle, Córdoba, Argentina, 13 de octubre de 1937 - La Plata, Provincia de Buenos Aires, 10 de enero de 1999)  docente cineasta y cinéfilo argentino.

## Biografía
Nació en Pozo del Molle en 1938, en la provincia argentina de Córdoba. Cursó estudios de cine en la Universidad del Litoral y luego enseñó en Villa María, antes de mudarse a la ciudad de Buenos Aires. Sintió inclinación por el género documental en los años 1960, cuando conoció al director Fernando Birri, el cual se convirtió en inspiración para Mario. Luego fue coequiper del programa "Cineclub Infantil" o "Cine Club Infantil" junto a Víctor Iturralde  que ambos realizaron durante tres años (fines de los años 1970) en el Canal 13 . Distanciado de Iturralde, Grasso se volvió reconocido nacionalmente cuando produjo "La aventura del hombre", un programa de documentales por TV a principio de los 1980 en el cual se explicaba lo que para esa época se conocía de la evolución del Homo sapiens. En 1997 recibió un Premio Konex por su trayectoria como periodista de espectáculos audiovisual.

Falleció de cáncer de estómago el 10 de enero de 1999 en la ciudad de La Plata, provincia de Buenos Aires. Está sepultado en el cementerio Parque Campanario de Florencio Varela.